# Winterthur (huyện)
Huyện Winterthur (tiếng Pháp: District du Winterthur, tiếng Đức: Bezirk Winterthur) là một huyện hành chính của Thụy Sĩ. Huyện này thuộc bang Bang Zürich. Huyện Winterthur có diện tích 251 km², dân số theo thống kê của cục thống kê Thụy Sĩ năm 1999 là 133245 người. Trung tâm của huyện đóng ở Winterthur. Mã của huyện là 110.